# Koumbizik
Koumbizik (ou Koubinzik, Koumbinzik) est un village du Cameroun situé dans la région du Sud et le département de l'Océan, sur la route qui relie Lolodorf à Mvengue. Il fait partie de la commune de Lolodorf.

## Population
En 1966, la population était de 133 habitants, principalement des Ngoumba. Lors du recensement de 2005, on y dénombrait 199 personnes.

## Économie
La coopérative agropastorale de Terravivia à Koumbinzik :
Depuis 2016, une importante coopérative, agro-écologique, du nom de Terravivia a été créée au sein du petit village. Cette coopérative développe une agriculture de rentes (cacao, café, bananes), un élevage (bovins et ovins) et une pisciculture sur le lac de Koumba Koumba. Cette structure, pilote, a pour but de créer dans les villages alentour des unités de vie, avec une école, un centre de santé et un marché local, pour des agriculteurs locaux. 
Depuis lors, la coopérative accueille et emploie de nombreuses populations venues du Nord Cameroun spécialisées dans l'élevage et la culture de la terre. C'est un développement unique de la petite région de Lolodorf, grâce à la promotion d'un tourisme écologique, tourné vers la découverte des écosystèmes africains, la forêt vierge équatoriale, la faune africaine. Une activité qui fait déjà vivre un petit commerce local...
Du coup, on assiste à un véritable bouleversement structurel au niveau des équilibres des populations locales. En  1966, la population était de 133 habitants, avec essentiellement des Ngoumbas ; désormais, la population est multiculturelle et bigarrée. Lors du dernier recensement de 2019, la population de ce petit village est montée à 210 personnes parmi lesquelles une bonne partie des travailleurs(euses) et employé(e)s étrangers, de la Coopérative Terravivia.